# Casa Joan Güell i Baucells
La casa Joan Güell i Baucells és un edifici situat a la plaça de Sant Josep Oriol, 3 i el carrer de la Palla, 2 de Barcelona, catalogada com a bé amb elements d'interès (categoria C).

## Història
En aquest indret hi havia la casa del notari Manuel Olzina i Martí, que cap al 1817 vengué una part a Joan Antoni de Fivaller-Clasquerí i de Bru per a ampliar el seu palau. El 1833, Olzina va vendre la casa al procurador Joan Puiggarí, que tot seguit la va fer reformar.
Posteriorment, va passar a mans de Joan Güell i Baucells (o Bausells), que el 1858 va encarregar-ne la reedificació al mestre d'obres Josep Calçada (o Calzada). Güell morí el 1874 i deixà com a pubilla la seva filla Josepa Güell i Quintana, casada amb Oleguer de Gomis i de Ros, net del botiguer de teles ennoblit Francesc de Gomis i Alzina.

## Descripció
Consta de planta baixa i quatre pisos. La composició de les façanes s'organitza amb eixos verticals d'obertures. Els baixos tenen portals de llinda plana, excepte el principal, d'arc rebaixat, i els pisos, finestres i balcons de barana de ferro forjat i llosana de pedra amb volada que es redueix en alçada. Als pisos primer, segon i quart hi ha una imposta amb sòcol, i el coronament té una potent cornisa amb dentellons.
A la façana principal destaca la tribuna del primer pis, amb balustrades i dobles columnes toscanes. El parament és d'estuc llis emmarcant les obertures i amb plafons senzills entre els balcons. A la façana de la plaça de Sant Josep Oriol, els baixos i el primer pis presenten un especejament de franges horitzontals, mentre que la del carrer de la Palla té algunes obertures tapiades i una falsa fusteria pintada sobre el parament.

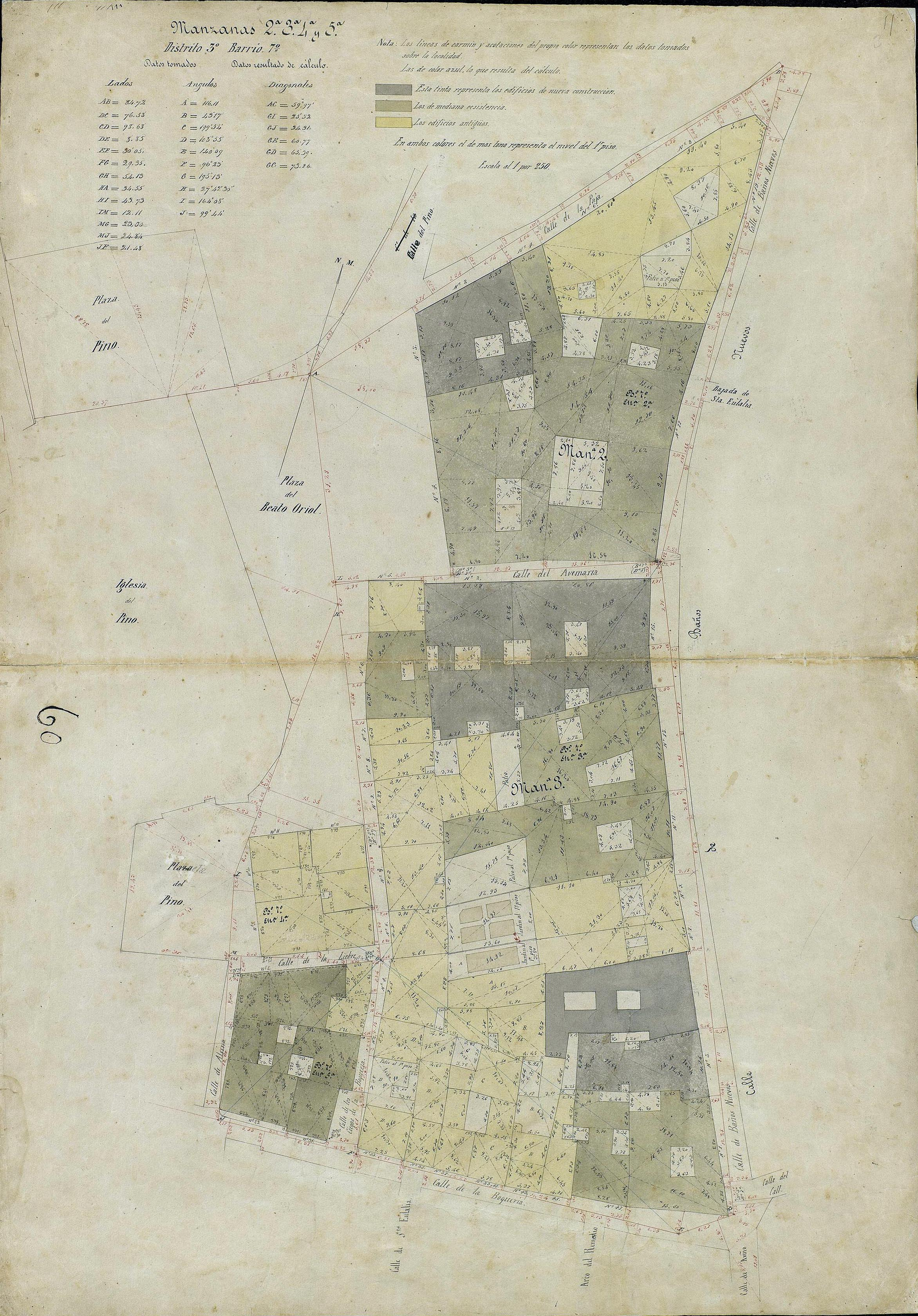
Quarteró núm. 60 de Garriga i Roca (c. 1860)